# Mléčné sklo

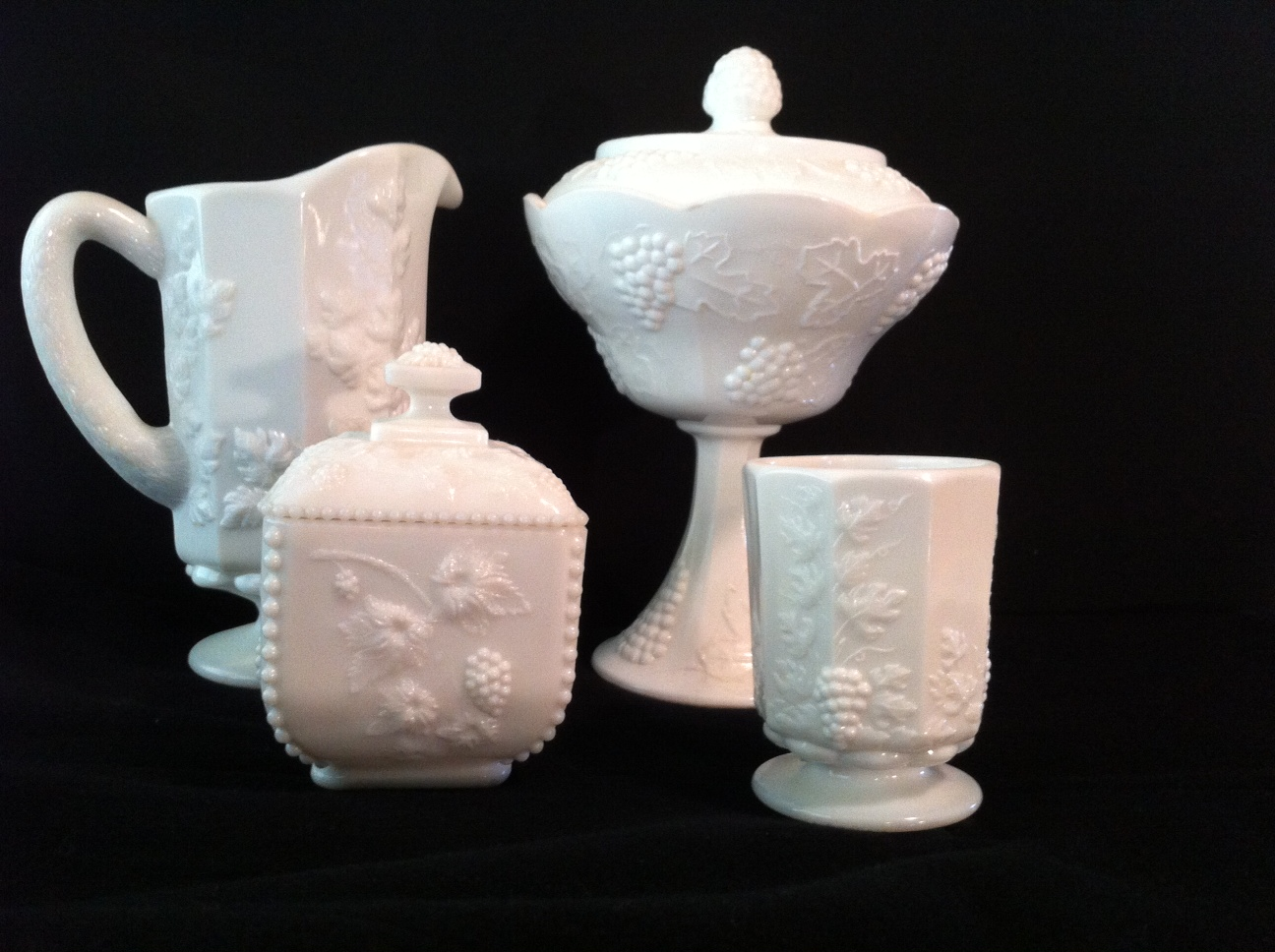
Předměty z mléčného skla

Mléčné sklo je druh opakního skla zbarveného do bíla, případně i jinými barvami. Opacity (zneprůhlednění) se dociluje přidáním kalících příměsí do taveného skla (výraz se používá i v širším významu pro všechna neprůhledná bílá skla, kde je opacita docílena jiným technologickým postupem, srv. i leptané ledové sklo apod.).
Mléčné sklo se začalo vyrábět v Itálii v 16. století (benátské sklo), oblibu potom získalo v 19. století, kde sloužilo jako levná alternativa pro nákladný porcelán. Do taveniny se přidávají fosforečnany vápenaté, fluoridy, zinečné oxidy. Vzhledem k tomu, že se jako příměs používala kostní moučka, říká se tomuto sklu kostní sklo.
V českých zemích se mléčné sklo začalo vyrábět v 60. letech 19. století. Toto sklo bylo ve stylu rokoka a první sklárna, která ho v českých zemích vyráběla, byla sklárna v Novém Světě. Také ve sklárně v Josefodole se vyrábělo kostní sklo tzv. "kostěnka" kde byl přistaven i mlýn na kosti.